# La mia moto (singolo)
La mia moto è una canzone di Jovanotti, il terzo estratto dall'omonimo album del 1989, scritta dal cantante stesso assieme a Claudio Cecchetto e Luca Cersosimo.
Verrà inserita nella raccolta Backup - Lorenzo 1987-2012 del 2012 e negli album live Lorenzo live - Autobiografia di una festa del 2000 e in Lorenzo negli stadi - Backup Tour 2013 del 2013. 

## Video musicale
Il videoclip vede la partecipazione di Rosita Celentano, all'epoca fidanzata con lo stesso Jovanotti, e Francesco Salvi.